# بدیع‌آباد (نهاوند)
بدیع‌آباد (نهاوند)، روستایی از توابع بخش مرکزی شهرستان نهاوند در استان همدان ایران است.

## جمعیت
این روستا در دهستان گاماسیاب (نهاوند) قرار دارد و براساس سرشماری مرکز آمار ایران در سال ۱۳۹۵، جمعیت آن ۷۸ نفر (۲۷خانوار) بوده‌است.